# 村上宗隆
村上 宗隆（むらかみ むねたか、2000年2月2日 - ）は、熊本県熊本市東区出身のプロ野球選手（内野手）。右投左打。東京ヤクルトスワローズ所属。
NPBにおけるアジア人打者のシーズン最多本塁打記録保持者（2022年、56号、NPB史上歴代2位）。史上最年少三冠王（22歳）。通算100本塁打、シーズン100打点のNPB史上最年少記録（21歳7か月）、セ・リーグMVP受賞最年少記録（21歳）、シーズン40本塁打の最年少記録（22歳6か月）、シーズン50本塁打の最年少記録（22歳7か月）、通算200本塁打のNPB史上最年少記録（24歳3か月）、NPB史上初となる5打席連続本塁打記録を保持する。

## 経歴

### プロ入り前
クラブチームで野球をしていた兄の影響で、4歳ごろからキャッチボールをするようになる。父親によれば、村上は幼稚園年中の時に、兄と一緒に野球を習い、すぐに「プロ野球選手になりたい」と言い出したという。熊本市立託麻南小学校（熊本市東区）に入学すると、自身も兄と同じクラブチームに入団し、本格的に野球を始める。
小学3年の時に、井手らっきょが校長を務め、元プロの今井譲二や御船英之が指導していた「PBA野球塾」に入る。野球塾のコーチとして呼ばれていた元プロの松永浩美からは、インコースの打ち方などを教わった。小学4年で「託麻南小野球クラブ」に入団し、6年で元プロの吉本亮の父が指導している硬式野球チーム「熊本東リトルシニア」に入る。2012年3月に託麻南小を卒業し、同年には熊本市立長嶺中学校へ進学した。2年冬には増田珠、西浦颯大らと共に九州選抜チームに入り、台湾に遠征した。
九州学院高等学校に入学した当時の野球部の監督は坂井宏安。同高校では1年から一塁手のレギュラーに定着し、同年（2015年）の夏の熊本大会で優勝。同大会ではいきなり4番打者として起用され、初打席で満塁本塁打を放つというデビューを果たした。同年夏の甲子園大会には4番打者として出場するも、石川県の遊学館高等学校の投手小孫竜二相手に無安打に終わり初戦で敗退した。1年秋より捕手を務め、2年夏と3年夏ともに熊本大会決勝まで進むも、ともに田浦文丸などを擁する秀岳館に敗れ甲子園に出場したのは1年夏の1回だけであった。通算52本塁打。その並外れた長打力から、一部からは「肥後のベーブ・ルース」と言われていた。2学年上には伊勢大夢、1学年上には吉野光樹がおり、吉野とはバッテリーも組んだ。

### ドラフト会議
2017年10月26日に開催されたドラフト会議を控え、村上に入札した東京ヤクルトスワローズ・読売ジャイアンツ（巨人）・東北楽天ゴールデンイーグルスの3球団を含む7球団が1位指名で競合した早稲田実業の清宮幸太郎（抽選の結果、北海道日本ハムファイターズが交渉権を獲得）とともに一部からは「東の清宮、西の村上」と注目を受けていた。そしてドラフト会議当日、抽選で清宮の交渉権を外したヤクルト・巨人・楽天の3球団がいずれも村上を外れ1位として指名し、抽選の末にヤクルトが村上の交渉権を獲得した。熊本県関係選手のドラフト1位指名は、2013年のドラフト会議で阪神タイガースから1位指名された岩貞祐太（横浜商科大学）以来であり、高校生としては2007年に巨人から指名された藤村大介（県立熊本工業高校）以来だった。ヤクルトからの指名を受け、目標を問われると「ホームランだけでなく、犠牲フライや進塁打など状況に応じたバッティングで、チームに貢献できる選手になりたい。そして、いつかは日の丸を背負いたい」とコメントしている。11月12日に契約金8000万円、年俸720万円で仮契約を結んだ（金額は推定）。背番号は55。高校時代の守備位置は捕手と一塁手であったが、プロ入り後は三塁手にコンバートされ、内野手登録で入団した。入団会見では「プロではスタートラインは同じ。強い意識で"村上世代"と言わせられるような選手になれるように」と目標を掲げた。12月22日には山田哲人とウラディミール・バレンティンに、弟子入りを志願することを明かしていた。担当スカウトは松田慎司。
なお、中日ドラゴンズのスカウト部長を務めていた中田宗男は若狭敬一（CBCテレビアナウンサー）に対し、村上が九州学院高校へ入学する際に自身の後輩である同校野球部の監督から高校入学前から村上の評判を聞いていたため注目していたが、ドラフト会議の時点ではチームの補強ポイントは捕手であった一方、自身は捕手選びに際して肩の強さを重視しており、村上は肩の強さに懸念があったため、同じく捕手である中村奨成（広陵高校）を1位指名せざるを得なかったと語った上で、この出来事がきっかけで自身のスカウト能力に限界を感じたと述べている。また中田は、村上の入団したヤクルトが2021年・2022年とセ・リーグ連覇できた理由については、守備位置に関係なく打者としての素質のある選手を積極的に獲得していたためだと評している。

### ヤクルト時代
2018年は4月終了時点で、二軍（イースタン・リーグ）では28試合で「4番・三塁手」として先発出場し、打率.311、3本塁打、20打点という成績であった。6月には打率.315、6本塁打、14打点、7盗塁でファーム月間MVPを受賞した。ヤクルトの高卒新人が月間MVPを受賞するのは、2011年の山田哲人以来であった。7月12日のフレッシュオールスターゲーム（はるか夢球場）に「4番・一塁手」で先発出場を果たし、1安打1盗塁を記録した。9月16日に一軍昇格、同日の広島東洋カープ戦（神宮球場）に「6番・三塁手」で先発出場し、2回に岡田明丈から初打席初本塁打を記録した。これが2000年代生まれの選手が一軍公式戦で記録した日本プロ野球史上初の本塁打となった。村上はこの日の試合に関して、「初回のエラーを取り返そうと思って打席に入りました。プロ初打席がホームランになってよかったです」とコメントした。初打席以降は13打席で無安打2四球となり、同年は一軍での安打はこの本塁打のみに留まったが、二軍での成績は打率.288、17本塁打、70打点、16盗塁と高卒新人としては抜きん出た好成績を残した。10月のみやざきフェニックス・リーグでは、シーズン歴代最多となる10本塁打を記録した。11月27日、イースタン・リーグにて優秀選手賞、新人賞、努力賞に選出された。12月に閉幕したアジアウインターベースボールリーグでは、4本塁打で塩見泰隆と同数1位、15打点で単独1位であった。オフに、80万円増の推定年俸800万円で契約を更改した。二軍にいた当時から持ち前の長打力を活かすため、打撃フォームに手を加えることはなかった。
2019年はオープン戦から結果を残し、「6番・三塁手」で自身初の開幕戦先発出場。19歳1か月での開幕戦先発出場は、1959年の西岡清吉（21歳10か月）の球団記録を塗り替えた。5月11日の巨人戦で2リーグ制後では史上18人目となる高卒2年目以内での2桁本塁打となる10号本塁打を打ち、チーム38試合目での到達は高卒2年目以内では最速となった。5月12日の巨人戦でプロ入り初の4番に座った。6月以降は、守備難や坂口智隆の離脱のためほぼ一塁手として出場した。オールスターゲームには三塁手部門でファン投票1位で選出され、ホームランダービーにも出場した。8月12日の横浜DeNAベイスターズ戦では山﨑康晃から25号逆転サヨナラ2点本塁打を打ち、サヨナラ本塁打の最年少記録を更新。8月22日、高卒2年目の選手としてはセ・リーグ史上初となるシーズン30号本塁打を打った。9月4日の広島戦での適時打で87打点に到達し、中西太が持つ高卒2年目以内のシーズン最多打点日本記録を更新した。また9月21日に36号本塁打を打ち、中西が持つ高卒2年目以内におけるシーズン最多本塁打日本記録に並んだ。上述の通り、村上は本塁打や打点に関する数々の高卒2年目以内、未成年での記録を塗り替え、最終的にチーム唯一となる全143試合に出場し、36本塁打、96打点（どちらもリーグ3位）を記録した一方、打率は規定打席到達者としてリーグ最低となる.231、三振数に至っては2004年に岩村明憲が記録した173を上回る184を記録し、セ・リーグ記録および日本人選手最多記録を更新した。オフの契約更改では、年俸4500万円（前年から3700万円増）という条件で契約を更改した。村上も前述の実績が認められ、盗塁王を獲得した阪神タイガースの近本光司に接戦ながら39票差をつけ、最優秀新人（新人王）を受賞した。
2020年は、3年目にして開幕戦から「4番・三塁手」での起用となった。6月・7月は打率.339、6本塁打、37打点と開幕から好成績を残し、球団最年少の20歳での月間MVPに選ばれた。また、7月2日の広島戦（神宮球場）ではサヨナラ満塁本塁打を放つなど、31打点を挙げ、1991年6月に広沢克実が記録した球団の日本人月間打点記録（29打点）を更新した。11月5日の阪神戦2回に安打で出塁すると二盗・三盗・本盗と1イニング3盗塁に成功した。最終的に全120試合に出場し、打率.307（リーグ5位）、28本塁打（同2位タイ）、86打点（同2位）、130安打（同5位）、30二塁打（同2位タイ）を記録した。また出塁率.427、長打率.585、得点圏打率.352、OPS1.012、87四球はいずれもリーグトップであり、自身初の打撃タイトルとなる最高出塁率を獲得した。20歳シーズンでの最高出塁率獲得と全試合4番出場は共に史上最年少記録となり、2年連続の全試合出場も記録した。一方で、三振数はリーグトップの115、失策数はリーグ2位の14を記録した。オフの契約交渉では、年俸1億円（前年から5500万円増）という条件で契約を更改した。4年目での年俸1億円到達は古田敦也、青木宣親、小川泰弘に並ぶ球団最速タイ記録であり、球団最年少記録。なお高卒4年目での1億円到達は田中将大、ダルビッシュ有に並ぶ史上最速タイ記録となった。
2021年、前年に続き全試合4番打者を務め、前半戦は26本塁打（リーグ2位）、61打点（リーグ3位）を記録。後半戦は.250台だった打率を大きく上げながら、ハイペースで打点を量産しチームを首位に押し上げる原動力になる。9月19日には、史上最年少となる21歳7か月で通算100本塁打に到達し、1989年に清原和博が記録した21歳9か月での達成記録を32年ぶりに塗り替えた。10月に調子を落とした影響で本塁打は40号の大台に届かず、岡本和真に1打点及ばず打点王のタイトルを逃した。それでも自身初となる本塁打王のタイトルを岡本と共に獲得した。四球数は2年連続リーグトップとなる106を記録し出塁率も前年に引き続き4割をクリアし、OPSはリーグ2位の.974を記録するなど、自身初のリーグ優勝に大きく貢献した。課題とされていた守備力も向上を見せ、三塁手としてはリーグ最多の13失策を記録したもののシーズン途中で一塁手がメインでの起用となった2020年までと異なりホセ・オスナが当初三塁での起用が見込まれていたため一時的に一塁での先発が主となった時期を除き、シーズンを通し三塁を守った。オリックス・バファローズとの日本シリーズも全6試合4番でフルイニング出場。第1戦と第5戦で本塁打を放った。チームは4勝2敗でシリーズを制し、リーグ優勝に加えて日本一も同時に経験した。シーズン終了後のNPB表彰では、セ・リーグのMVPを受賞した。21歳でのセ・リーグMVPは、1996年の松井秀喜（巨人、当時22歳）を抜いて史上最年少での受賞となった。12月20日、1億2000万円増の年俸2億2000万円+出来高払いで契約を更改した。シーズンオフに2度目のコロナウイルスに感染する。
2022年、4月2日のDeNA戦でサヨナラ打を放つ。5月6日、7日の巨人戦（いずれも東京ドーム）で2試合連続満塁本塁打を放ち、NPBでは2018年の杉本裕太郎以来史上9人目、セ・リーグでは2006年のタイロン・ウッズ以来史上3人目の快挙を達成した。交流戦に入ると、5月24日の北海道日本ハムファイターズ戦（神宮球場）では北山亘基からサヨナラ本塁打、6月12日の福岡ソフトバンクホークス戦では嘉弥真新也から決勝点となる逆転満塁本塁打を放つなど、全18試合で打率.351、6本塁打、13打点の活躍により、交流戦MVPに輝いた。また、6月は打率.410、14本塁打、35打点の成績で、月間MVPに選ばれた。7月13日の中日戦（バンテリンドーム ナゴヤ）で両リーグ最速で30号本塁打を記録した。前半戦を打率.312（リーグ5位）、33本塁打、89打点（本塁打、打点はリーグトップ）の成績で終えた。7月31日の対阪神戦（阪神甲子園球場）から8月2日の対中日戦（神宮球場）にかけて、NPB史上初の5打席連続本塁打を記録。7月は8本塁打、17打点、長打率.742、出塁率.471の成績で2か月連続月間MVPに選ばれた。その後も好調は続き、8月5日の対巨人戦（神宮球場）を終えた時点で39本塁打、98打点はともにリーグ1位、打率.320はリーグ3位だった。しかし同6日、倦怠感を訴え「特例2022」により登録抹消。PCR検査で陰性判定を受け翌7日には再登録されたものの、これにより2020年6月19日から継続していた球団最多記録の連続4番出場が360試合で、併せて2019年5月26日から継続していた連続先発出場が454試合で、同年開幕戦から続いていた連続試合出場が503試合でいずれも止まった。8月11日の対広島戦（マツダスタジアム）で自身初かつ両リーグ最速の40号本塁打を記録し、22歳のシーズンでの40号到達はNPB史上初の記録となった。8月20日の対中日17回戦（バンテリンドーム ナゴヤ）では3回表にバックスクリーンへの43号ソロ本塁打を打ったのに続き、7回表には右翼席中段への44号2点本塁打（この本塁打については後述）を打ち、球団の日本選手最多本塁打記録（2004年に岩村明憲が記録）に並んだ。同月23日の対広島19回戦（神宮球場）では、2点ビハインドで迎えた6回に岩村の球団記録を塗り替える45号本塁打を打ち、逆転勝利に貢献した。同月26日の対DeNA 17回戦（横浜スタジアム）では6回表に46号本塁打を放ち、1986年に清原和博（西武ライオンズ）が記録した最年少記録（22歳11か月）を更新する22歳6か月で通算150本塁打を達成。
9月2日の対中日戦（神宮球場）で3回裏に大野雄大から本塁打を打ち、2013年のバレンティン以来9年ぶり10人目（15度目）、日本国籍の選手としては2002年の松井秀喜（巨人）以来20年ぶり6人目となるシーズン50号に到達。22歳での50本塁打は1964年の王貞治（当時24歳）を下回り史上最年少での達成となり、平成生まれとしては初の50号ともなった。9月9日の対広島戦（神宮球場）で大瀬良大地から53号を打ち、1963年の野村克也と1985年の落合博満（52本）を抜き日本国籍選手の最多本塁打記録を更新。9月13日の対巨人戦（神宮球場）で3回裏に菅野智之から1985年のランディ・バースに並ぶ54号を放った。そして9回裏に大勢からこの日2本目となる3点本塁打を左翼席へ叩き込み、王貞治が持つ日本人登録選手のプロ野球シーズン最多タイ記録（55号）に58年ぶりに並んだ。シーズン55号本塁打は2013年のバレンティン以来9年ぶり5人目である。9月24日、対DeNA戦でシーズン24個目の申告敬遠を受ける。このシーズン24個目の故意四球は1995年のトーマス・オマリーを超え球団新記録となった。

2022年シーズン56号本塁打を記念して明治神宮野球場右翼スタンド（Fブロック）階段付近に設置されたモニュメント。打球はこのモニュメントの設置地点付近に落下した。

55号を放った後は13試合で5安打・20三振と不振に陥り、首位打者争いを繰り広げていた大島洋平（中日）に一時毛単位の僅差まで詰め寄られたものの、村上が打率を.317として迎えていた同年10月2日、大島はシーズン最終戦となった対広島25回戦（マツダスタジアム）で村上の打率を上回ることができず（.3142）、仮に村上が翌3日のシーズン最終戦を3打数無安打で終えた場合でも打率は.3148となるため、この時点で村上の首位打者は決定的となった。村上は翌3日に神宮球場で開かれたシーズン最終戦となる対DeNA 25回戦で、第1打席では凡退したものの第2打席で適時打を打ち、仮にこの後最大5打席すべてで凡退しても大島の打率を上回ることになったため、この段階で村上の三冠王が確定した。そしてシーズン公式戦最終打席となったこの試合の第4打席（7回裏、シーズン612打席目）で入江大生の初球（直球、球速151 km/h）を右翼席中段に運び、日本人登録選手および左打者によるシーズン最多新記録の56号本塁打を達成した。先述の55号から14試合・61打席ぶりの本塁打であった。打撃三部門の最終成績は、いずれもリーグトップの打率.318（首位打者）、56本塁打（本塁打王）、134打点（打点王）で、1982年の落合博満（当時28歳）を抜きNPB史上最年少となる22歳で令和初の三冠王を達成した。NPBにおける三冠王は2004年の松中信彦（当時福岡ダイエーホークス）以来18年ぶり8人目（通算12度目）で、セ・リーグでは1986年のランディ・バース（当時阪神タイガース）以来36年ぶりの達成である。終盤は前述の通り不振に喘いだものの、シーズンを通しては3度の月間MVPを獲得し、球団史上29年ぶり2度目のセ・リーグ連覇に大きく貢献した。ヤクルト球団のスポンサーであるオープンハウスグループは56号本塁打と三冠王を記念し、当初予定していた1億円から3億円に大増額する形で家を贈ることを決定した。オフの11月には強化試合「侍ジャパンシリーズ」（11月5日の対北海道日本ハムファイターズと6日の対読売ジャイアンツ、9日～10日の対オーストラリア戦（10日は出場なし））に「4番・三塁手」として出場し、出場した3試合全ての試合で本塁打を放った。11月25日、NPB表彰にて2年連続となるセ・リーグのMVPを受賞した。NPB歴代7人目（9度目）、セ・リーグでは1977年の王貞治以来となる1位票満票での受賞となった。12月9日には、3年18億円で契約延長に合意した。また、3年契約の終了する2025年シーズン終了後にポスティングシステムを利用してのMLB挑戦を認められた（25歳ルールの期間が変更された場合は、2024年シーズン終了後のMLB挑戦も認められた）。
2023年、WBC（後述）で大谷翔平など、メジャーリーグトップレベルの打撃を目の当たりにしたことにより、追いつきたい焦りからトレーニング方法や打撃フォーム、バットの変更などを試していく内に何が正解か分からなくなってしまう。3月31日の広島との開幕戦（神宮球場）では1回二死二塁の打席で大瀬良大地から自身初の開幕戦初打席本塁打となる2点本塁打を放つ。4月の月間は打率.152、1本塁打、38三振（月間ワースト）と絶不調に喘いだが、トレーニング方法を元に戻したことにより5月中旬から絶不調を脱した。6月30日の対広島戦で4回の守備で邪飛を追う際にフェンスに左膝を強打し、翌7月1日の対広島戦（神宮球場）では先発出場から外される。この日は8回一死の場面で代打として出場し、右翼線へ二塁打を放つが、これがプロ入り初の代打安打となった。7月の月間は打率.312、7本塁打（月間トップ）、17打点（月間トップ）と好調。8月は、8日の対広島戦（神宮球場）で3回無死無走者の打席で九里亜蓮から本塁打を放ち、ヤクルトの左打者で初の5年連続20本塁打を達成した。16日の対DeNA戦（神宮球場）では2回に今永昇太から史上7球団目となる球団通算8500本塁打を放ったが、18日に体調不良のため、特例2023で出場選手登録を抹消。22日に出場選手登録されると、9月16日の対DeNA戦（神宮球場）では4回に石田健大から本塁打を放ち、3年連続4度目のシーズン30本塁打を記録した。無冠ではあるが、31本塁打（リーグ2位）、84打点（リーグ4位）と4番打者らしい成績を残すも、最多三振168と最多失策22という課題も残してシーズンを終えた。3年契約の1年目を終え、現状維持となる推定年俸6億円で契約を更改した。
2024年、開幕から不振が続き、4月12日に自己ワーストを更新する開幕49打席本塁打0本で、打点も0。しかし、四球は13で両リーグトップ。4月13日、プロ初となる2番で先発出場し、2019年9月28日の巨人戦以来4番を外れるが同年初打点を記録すると、4月14日には同じく2番で出場し、開幕から13試合、54打席目で同年1号本塁打を放つ。4月17日に4番に戻り、5月3日には史上7人目となる本拠地神宮球場での通算100本塁打を24歳3か月で達成し、2019年に山田哲人が樹立した史上最年少記録26歳10か月を更新した。また同一球場での通算100本塁打も1965年に王貞治が後楽園球場で記録した24歳10か月を更新した。5月15日、24歳3か月でNPB通算200号本塁打を達成し、1992年に清原和博が記録した最年少記録24歳10か月を更新。730試合での到達は日本人選手では山川穂高の697試合、田淵幸一と秋山幸二の714試合に次ぐ4番目のスピード記録となった。オールスターゲームでは、第1戦（エスコンフィールドHOKKAIDO）で2回二死一塁の打席で山﨑福也から球宴初本塁打となる2点本塁打を放つなど、4打数3安打2打点の成績で敢闘選手賞、マイナビドリーム賞に選出された。第2戦（神宮球場）では5回一死無走者の打席でアンドレス・マチャドから本塁打を放ち、球団では2007年のアレックス・ラミレス以来17年ぶりの球宴2試合連続本塁打を記録した。シーズン後半戦に入ると、8月は6日の対阪神戦（神宮球場）で4-4の同点で迎えた9回二死一・二塁の打席で岩崎優から、14日の対中日戦（神宮球場）で6-6の同点で迎えた延長11回二死満塁の打席で齋藤綱記からそれぞれサヨナラ適時打を放った。9月は20日の対中日戦（神宮球場）で6回・8回に2打席連続で2点本塁打を放ち、球団史上4人目となる4年連続シーズン30本塁打に到達。26日の対広島戦（マツダスタジアム）で1回二死一塁の打席で床田寛樹から2点本塁打を放ち、通算224本塁打はヤクルトの左打者で球団タイとなる杉浦享と並んだ。10月5日、最終戦となった広島戦で自打球を当てて6回の守備からベンチに退き、広島市内の病院で検査を受け、全治に2 - 3か月を要する右母趾末節骨骨折が判明。同年は33本塁打・86打点で本塁打王（2年ぶり3度目）・打点王（2年ぶり2度目）の二冠王となった。その一方でリーグ最多となる180三振を喫し、NPBではラルフ・ブライアント以来2人目となる「シーズン180三振以上を複数回記録した打者」となった。3年契約の2年目を終え、現状維持となる推定年俸6億円＋出来高払いで契約を更改し、改めて「（2025年が）日本でやる最後のシーズンになると思う」とMLB挑戦を明言した。12月5日、右肘関節鏡視下クリーニング手術を受けた。

## 代表経歴

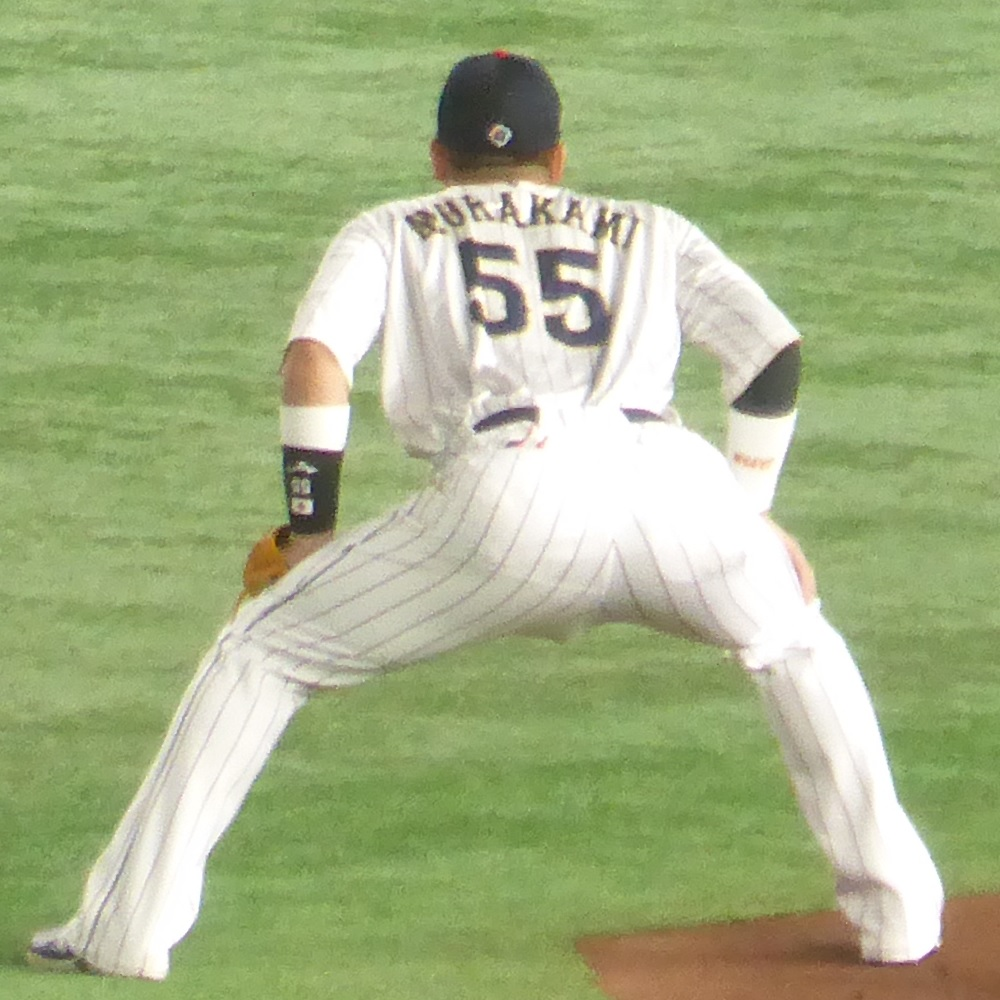
WBC日本代表 (2023年3月16日 東京ドーム)

2021年6月16日、東京オリンピックの野球日本代表に選出された。同大会では全5試合に「8番・三塁手」として先発出場し、チームは金メダルを獲得した。個人としては決勝のアメリカ戦でニック・マルティネスから先制ソロ本塁打を打つなど、打率.333（15打数5安打）・1本塁打・3打点を記録した。
2023年1月26日、第5回WBC日本代表に選出。本戦前の壮行試合・強化試合は「4番・三塁手」として先発出場していたが状態は上がらず、本戦前最後の強化試合となる3月7日のオリックスとの強化試合では6番に打順を下げられている。この試合で3つの空振り三振を喫しながらも、第1打席では本塁打を放っており復調の兆しを見せた。
9日からの本戦1次ラウンド4連戦で、「4番・三塁手」として先発出場するが、打率.167（12打数2安打）・0本塁打・1打点と結局調子は上向かないままだった。
16日の準々決勝・イタリア戦からは「5番・三塁手」で先発出場、この試合は二塁打2本を放ち3打数2安打1打点と結果を残している。
21日の準決勝・メキシコ戦では3打席連続三振を含む4打数無安打だったが、4-5と1点を追う9回裏無死一・二塁で第5打席が回るとジオバニー・ガジェゴスから中越え2点二塁打を放って逆転サヨナラ勝ちを収め、チームの決勝進出に貢献した。
22日の決勝・アメリカ戦では、1点先制された直後の第1打席でメリル・ケリーから同点に追いつく右越えソロ本塁打を放っている。今大会通算では打率.231（26打数6安打）・1本塁打・6打点を記録した。なお、チームは14年ぶり3度目の優勝を収めている。
不振を極めた1次ラウンド終了時には周囲からの心配のされ方について「（周りから気を遣われて）すごく嫌でしたね。」「逆に打てよ、とかそういう言葉をかけられた方が僕自身、楽になる部分もあったと思うんですけど」と振り返っており、そうした悩みの最中に、負傷で代表を辞退していた鈴木誠也から村上へのいじりを含んだ激励動画が送られたことには「すごく元気出ました」と反応してその動画を自身のInstagramに投稿し、話題を呼んだ。優勝のメダル授与の際には鈴木のユニフォームを手にしながら金メダルを受け取ると、そのメダルを鈴木のユニフォームにかけて記念撮影に臨み、激励に応えていた。

## 選手としての特徴

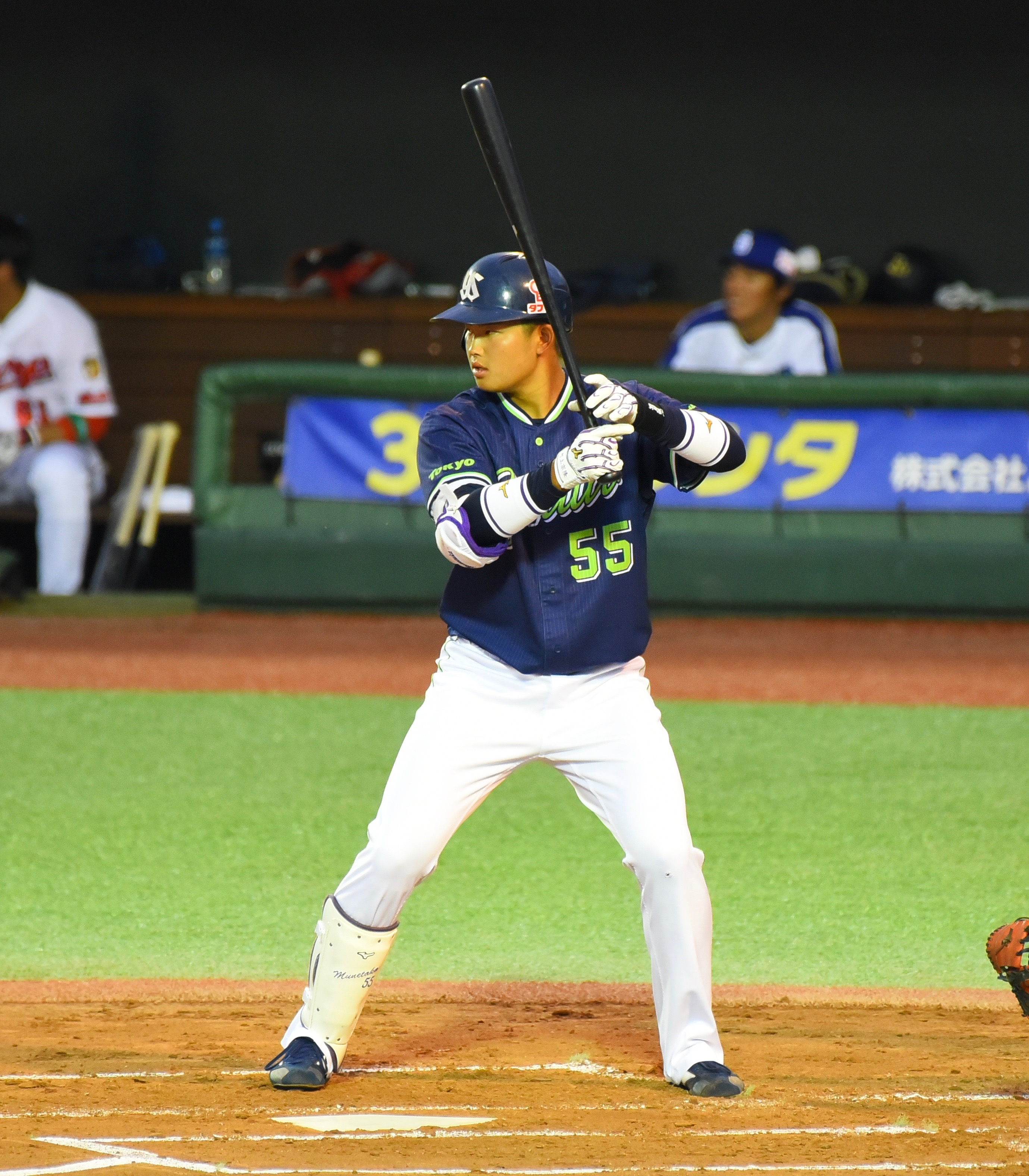
打席での村上（2018年7月12日、はるか夢球場にて）

### 打撃
スイングスピードの速さと、桁外れの飛距離が特徴。中日の柳裕也は、村上の2019年の成長ぶりを、「インコースに落としておけばよかったのに、シーズン途中から肘を畳んで内角を打てるようになった」と村上を評価している。桁外れの飛距離を誇り、さらに逆方向への高い長打力も備え、プロ入り2年目以降の全ての年で左方向の本塁打が2桁を超えている。村上が三冠王を獲得した2022年シーズンに、松井裕樹は、「マジでヤバイですよね。左バッターの左中間（への本塁打）で打った瞬間、外野手が誰も動かないのは記憶に無い」と、その逆方向への打球を評価している。
高卒２年目での36本塁打は中西太と並ぶ歴代１位タイであり、同時期の松井秀喜の本塁打ペースを上回る。
張本勲からは「クラッチヒッターになれるかもしれない」という趣旨の評価をされている。
NPB最長の5打席連続本塁打や、同最多12度の1試合複数本塁打を記録するなど、固め打ちの傾向も強いと言われている。2022年には実際には達成されなかったが連続出塁記録の達成も期待されたこともあった。
流し打ちも上手い広角打法も出来ると認められており、それでいて本塁打を打つことで開口一番に評され、王貞治からもお墨付きをもらっている。前述のようにプロ2年目の2019年シーズンには両リーグワーストとなる184三振を喫するなど以降は4年連続100三振以上を喫しているが、四球数も年々増やしており、強打者として警戒されると同時に高い選球眼も評価されている。
三冠王を獲得した2022年シーズンは特に中日戦に強く、中日戦では25試合で32安打、打率.364（リーグトップ）、13本塁打（広島戦と並び、12球団を通じて1位）を記録していた。また同球団の本拠地であるバンテリンドーム ナゴヤ（フィールドが広大で外野フェンスも高く、投手有利な球場とされている）でもシーズン7本塁打を記録しているが、これは最後の7本目を打った8月20日時点でリーグ最多であった。

#### 5打席連続本塁打
2022年7月31日の阪神タイガース戦（甲子園球場）では、7回表、9回表、延長11回表と3打席連続本塁打を打ち、0-2の劣勢から4-2の逆転勝利に導いた。その翌々日（8月2日）の中日ドラゴンズ戦（神宮球場）では1回裏の第1打席で右越に38号ソロ本塁打を打ち、NPB史上タイ記録となる4打席連続本塁打を記録。さらに、3回裏の第2打席では左中間に2打席連続となる39号2点本塁打を放ち、NPB史上初、MLBでも公式記録のない5打席連続本塁打を達成した。6回裏の第3打席の結果は左翼線二塁打だった。
|   | 日付    | 対戦相手 | 球場       | 回 | 打席 | 対戦投手 | カウント | 打席結果       | 打点 | 出典                    |
| - | ------- | -------- | ---------- | -- | ---- | -------- | -------- | -------------- | ---- | ----------------------- |
| 1 | 7月31日 | 阪神     | 甲子園球場 | 7  | 3    | 渡邉雄大 | 1-2      | 左越本塁打     | 1    | [ 175 ] [ 176 ] [ 177 ] |
| 2 | 7月31日 | 阪神     | 甲子園球場 | 9  | 4    | 岩崎優   | 0-0      | 右越本塁打     | 1    | [ 175 ] [ 176 ] [ 177 ] |
| 3 | 7月31日 | 阪神     | 甲子園球場 | 11 | 5    | 石井大智 | 2-0      | 左越本塁打     | 2    | [ 175 ] [ 176 ] [ 177 ] |
| 4 | 8月2日  | 中日     | 神宮球場   | 1  | 1    | 柳裕也   | 2-1      | 右越本塁打     | 1    | [ 174 ] [ 178 ] [ 179 ] |
| 5 | 8月2日  | 中日     | 神宮球場   | 3  | 2    | 柳裕也   | 3-2      | 左中間越本塁打 | 2    | [ 174 ] [ 178 ] [ 179 ] |

### 守備・走塁
高校時代には50メートル走6秒1、捕手での二塁送球タイムは最速1秒84。内野手として守備力が課題となっている。守備位置は一塁と三塁が主だが2022年は三塁手に徹していた。

### 身体能力
デッドリフト200kg、ベンチプレス110kg、右手握力72kg、左手握力71kgという身体能力の持ち主（2017年11月時点）。

## 人物・エピソード
吉本興業とマネジメント契約を結んでいる。
愛称は「ムネ」（家族、同僚などから）、「村神様」（ヤクルト入団後に神懸かり的な活躍を見せる村上に対し、ネット上でささやかれるようになった言葉。オリジナルグッズが販売されるなど、球団公認の愛称となっている）。
少年時代は書道を習っていた。ヤクルトからドラフト指名を受けた後の2017年12月8日には、第39回読売学生書展で入賞（特選）したことが発表されている。
2021年には、『文藝春秋』の企画で競泳選手の池江璃花子と対談した。村上も、池江の白血病から完全復活を目指して戦う姿について、「自分も負けていられないですね。どの世界においても気持ちが強くないとダメなんだと感じました」と感銘を受けたという。
ヤクルトの先輩である山田哲人と非常に仲が良く、2021年の東京オリンピックでは決勝でアメリカ代表を破り金メダルに輝くと、マウンド付近で山田をお姫様だっこしながら喜ぶ姿が話題になった。これは事前に山田と「優勝したら思い出に何かしよう」と約束しており、村上も「哲人さんに『お姫さま抱っこしてよ』と言われたのでやりました」と語っている。
元オリックス・バファローズの西浦颯大とは、小学校時代からの親友でライバル関係にあり、小・中学校では何度も対戦していた。当時から『一緒にプロにいこう』と話していたという。プロ入り後の2021年シーズン中に両側特発性大腿骨頭壊死症の影響で現役引退を決意した西浦から報告があり、『絶対、優勝しろよ』とメッセージを受けた。その後、村上擁するヤクルトは見事リーグ優勝を収めている。村上は「目頭が熱くなりました。颯大が一番つらいはずなので、応援してくれる。野球を続けたくても出来ない人がいる。颯大の思いも背負って、プレーしようと強く思った瞬間でした。颯大の分まで長く現役を続けたいし、野球と全力で向き合っていきたい。颯大は限界まで挑戦した。自分も後悔の無いようにやっていきたいと胸に刻みました」と『サンケイスポーツ』宛の手記に綴っている。
兄と弟がいる3人兄弟で、全員が野球経験者である。兄・友幸はテイ・エス テックの硬式野球部に投手として所属していた社会人野球選手で、東海大学時代には明治神宮野球大会での登板経験もある。宗隆がプロ入りした2017年末時点では東海大学2年生で、最高球速148 km/hを記録する身長193 cmの大型右腕として注目され、宗隆と同じくヤクルトが2019年以降のドラフト指名候補として注目しているという報道がされていたが、ドラフト指名されることはなく2020年からテイ・エス テックでプレーし、故障の影響などを理由に2022年限りで現役を引退している。弟・慶太は宗隆と同じく九州学院高校で「4番・一塁手」としてプレーし、3年生だった2022年に夏の甲子園へ出場し8強入りした。同年にはプロ志望届を出したがドラフト会議では指名漏れし、2026年のドラフト会議でのプロ入りを目指して2023年春には日本大学へ進学、同大学野球部へ入部した。なお3兄弟の中で、身長は宗隆が一番低い。
九州学院高等学校時代、野球部内の先輩後輩に上下関係が無くのびのびした環境で過ごしたため、高校の2学年先輩である伊勢大夢とは普段からタメ口で会話をしている。その影響か、プロ入りしてからも、大先輩の選手たちに囲まれた日本代表チームでも臆せず自分からコミュニケーションを取り、可愛がられるムードメーカー的存在である。
2021年シーズン後半、入団1年目当時二軍打撃コーチであった松元ユウイチは、これから試合というタイミングで米や麺類などの炭水化物を大量に摂取する点を懸念していた。
朝に弱く、自身のTwitterでも早起きのコツを聞いていた。
当時巨人の二岡智宏が日本プロ野球史上初めて2打席連続満塁本塁打を放った2006年4月30日の巨人対中日戦（東京ドーム）を現地で観戦したことが、プロ野球選手を目指すようになったきっかけ。
東京オリンピック 野球日本代表（侍ジャパン）として金メダルを獲得した栄誉をたたえ、2022年1月7日、熊本市中央区の母校・九州学院高等学校東門近くの九学通り沿いに記念のゴールドポスト（第45号）が設置された（ゴールドポストプロジェクト）。

### 2022年シーズンの活躍を受けた社会の動向
2022年10月3日、特別ホームラン賞を企画していた住宅メーカーのオープンハウスが、シーズン本塁打56号と最年少3冠王の達成を受けて、当初予定していた1億円の家から3冠王にあやかり、東京で上限価格3億円（税込み）の家を贈呈すると発表した。特別ホームラン賞は9月4日に公表され、当初は「神宮で対象ゾーンに入った56号以降の本塁打」を対象としていたが、プレッシャーも考慮して条件を緩和して敵地での本塁打も対象にするとしていた。オープンハウスの担当者によると「56号ホームランを見た代表が胸を打たれ金額アップを決定した」と代表取締役社長・荒井正昭の一声で、記念ボードの書き換えは急遽マーカーで上から書き加えられたものとなった。賞品は東京で上限価格が税込み3億円の家となった。
同年11月4日に発表された2022ユーキャン新語・流行語大賞では同年を代表する現象だったとして、「村神様」がノミネートとなった。同年12月1日の授賞式では年間大賞に選出された。
同年11月11日にはプロ野球選手では初めてとなる「スーツ・オブ・ザ・イヤー2022」をスポーツ部門で受賞した。この賞は日本経済新聞社とBeginの共催によるもので、芸術・スポーツ・ビジネスなどで情熱を持って挑戦し、時代を変えていく才能や志を持つ人を選出するものである。同月17日に授賞式にて表彰された。また、ヤクルトのライバル球団である巨人の兄弟会社である読売新聞東京本社が発行する『読売新聞』の「2022年日本の10大ニュース」を決める読者投票では「ヤクルト村上が56号本塁打、三冠王」が、全有効投票26,606通のうち14,085票（得票率52.9％）を獲得し、総合5位に選出されている。

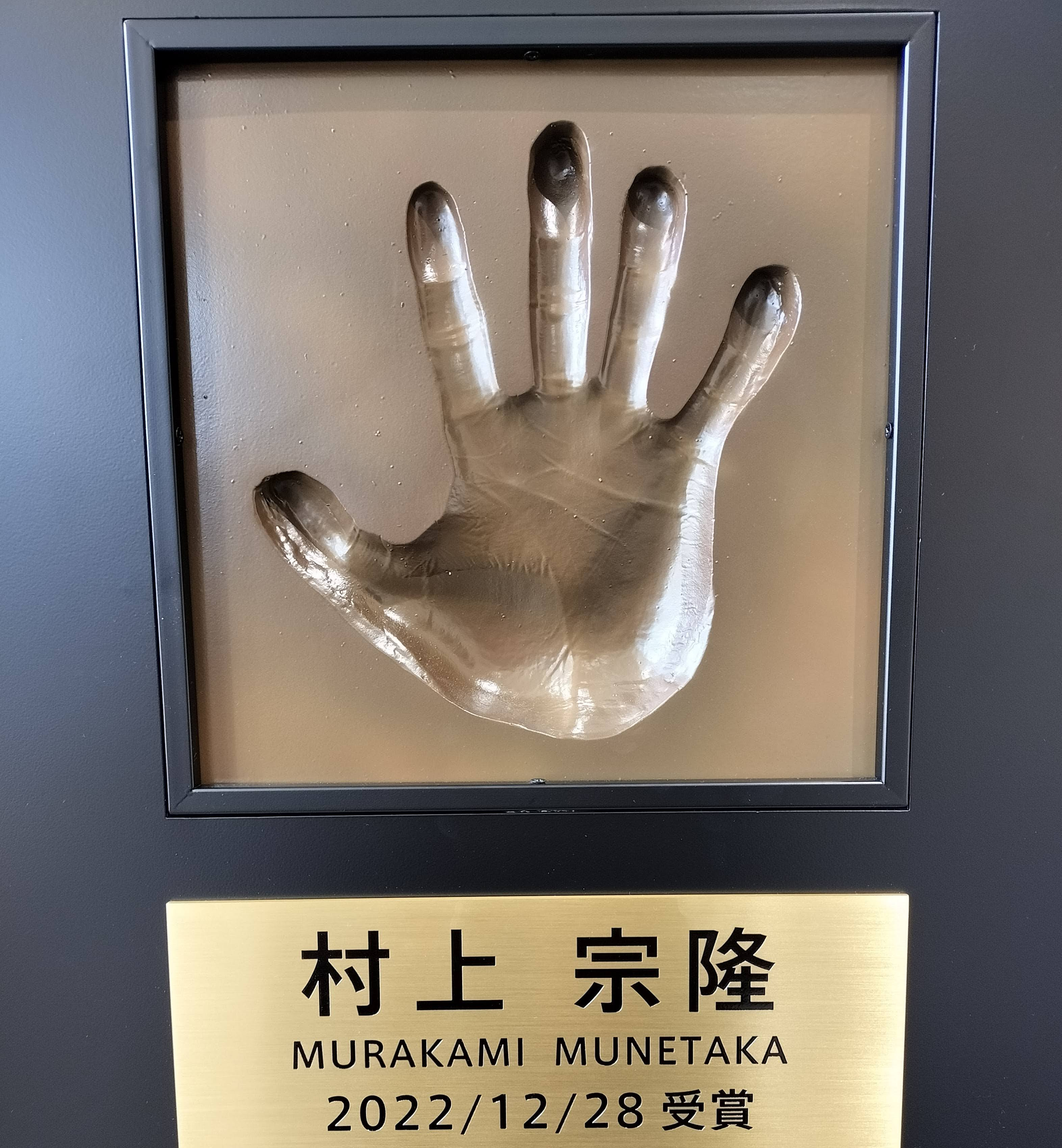
熊本県庁舎本館ロビーに展示されている村上の県民栄誉賞受賞者手形。

村上の地元である熊本県の県紙『熊本日日新聞』（熊本日日新聞社）は、同新聞社や共同通信社などとともに選んだ「2022 スポーツ十大ニュース」および、編集局を中心とした約70人による投票で選んだ同年の「県内十大ニュース」の双方で、村上の活躍を1位に選出した。また共同通信社が加盟新聞社の編集者等による投票で選んだ（国内）十大ニュースでも、村上の活躍が第8位に選出されている。熊本県は同年11月24日、村上に史上11人目となる県民栄誉賞を贈呈することを決め、同年12月28日に県知事の蒲島郁夫が県庁で贈呈式を行った。2024年3月12日には、村上を含めた歴代受賞者11人の手形・レリーフが熊本県庁舎本館1階ロビーに設置されている。

## 詳細情報

### 年度別打撃成績
| 年 度     | 球 団     | 試 合 | 打 席 | 打 数 | 得 点 | 安 打 | 二 塁 打 | 三 塁 打 | 本 塁 打 | 塁 打 | 打 点 | 盗 塁 | 盗 塁 死 | 犠 打 | 犠 飛 | 四 球 | 敬 遠 | 死 球 | 三 振 | 併 殺 打 | 打 率 | 出 塁 率 | 長 打 率 | O P S |
| --------- | --------- | ----- | ----- | ----- | ----- | ----- | -------- | -------- | -------- | ----- | ----- | ----- | -------- | ----- | ----- | ----- | ----- | ----- | ----- | -------- | ----- | -------- | -------- | ----- |
| 2018      | ヤクルト  | 6     | 14    | 12    | 1     | 1     | 0        | 0        | 1        | 4     | 2     | 0     | 0        | 0     | 0     | 2     | 0     | 0     | 5     | 0        | .083  | .214     | .333     | .548  |
| 2019      | ヤクルト  | 143   | 593   | 511   | 76    | 118   | 20       | 0        | 36       | 246   | 96    | 5     | 4        | 0     | 3     | 74    | 5     | 5     | 184   | 9        | .231  | .332     | .481     | .814  |
| 2020      | ヤクルト  | 120   | 515   | 424   | 70    | 130   | 30       | 2        | 28       | 248   | 86    | 11    | 5        | 0     | 1     | 87    | 12    | 3     | 115   | 8        | .307  | .427     | .585     | 1.012 |
| 2021      | ヤクルト  | 143   | 615   | 500   | 82    | 139   | 27       | 0        | 39       | 283   | 112   | 12    | 7        | 0     | 3     | 106   | 6     | 6     | 133   | 12       | .278  | .408     | .566     | .974  |
| 2022      | ヤクルト  | 141   | 612   | 487   | 114   | 155   | 21       | 1        | 56       | 346   | 134   | 12    | 7        | 0     | 0     | 118   | 25    | 7     | 128   | 7        | .318  | .458     | .710     | 1.168 |
| 2023      | ヤクルト  | 140   | 597   | 496   | 76    | 127   | 28       | 0        | 31       | 248   | 84    | 5     | 3        | 0     | 4     | 90    | 4     | 7     | 168   | 6        | .256  | .375     | .500     | .875  |
| 2024      | ヤクルト  | 143   | 610   | 500   | 82    | 122   | 13       | 1        | 33       | 236   | 86    | 10    | 5        | 0     | 1     | 105   | 9     | 4     | 180   | 6        | .244  | .379     | .472     | .851  |
| 通算：7年 | 通算：7年 | 836   | 3556  | 2930  | 501   | 792   | 139      | 4        | 224      | 1611  | 600   | 55    | 31       | 0     | 12    | 582   | 61    | 32    | 913   | 48       | .270  | .395     | .550     | .945  |

- 2024年度シーズン終了時
- 各年度の太字はリーグ最高

### 年度別打撃成績所属リーグ内順位
| 年 度 | 年 齢 | リ ｜ グ   | 打 率 | 安 打 | 本 塁 打 | 打 点 | 盗 塁 | 出 塁 率 |
| ----- | ----- | ---------- | ----- | ----- | -------- | ----- | ----- | -------- |
| 2018  | 18    | セ・リーグ | -     | -     | -        | -     | -     | -        |
| 2019  | 19    | セ・リーグ | -     | -     | 3位      | 3位   | -     | -        |
| 2020  | 20    | セ・リーグ | 5位   | 5位   | 2位      | 2位   | 8位   | 1位      |
| 2021  | 21    | セ・リーグ | -     | 8位   | 1位      | 2位   | 7位   | 2位      |
| 2022  | 22    | セ・リーグ | 1位   | 4位   | 1位      | 1位   | 8位   | 1位      |
| 2023  | 23    | セ・リーグ | -     | -     | 2位      | 4位   | -     | 4位      |
| 2024  | 24    | セ・リーグ | -     | -     | 1位      | 1位   | -     | 3位      |

- 太字年度は規定打席到達年度、背景色金色は最優秀選手賞（MVP）受賞年度、太字年齢は三冠王達成年齢
- - は10位未満（打率、出塁率は規定打席未到達の場合も-と表記）
- NPBにおける打撃タイトルは、首位打者、最多本塁打、最多打点、最多盗塁、最多安打、最高出塁率

### オリンピックでの打撃成績
| 年 度 | 代 表 | 試 合 | 打 席 | 打 数 | 得 点 | 安 打 | 二 塁 打 | 三 塁 打 | 本 塁 打 | 塁 打 | 打 点 | 盗 塁 | 盗 塁 死 | 犠 打 | 犠 飛 | 四 球 | 敬 遠 | 死 球 | 三 振 | 併 殺 打 | 打 率 | 出 塁 率 | 長 打 率 | O P S |
| ----- | ----- | ----- | ----- | ----- | ----- | ----- | -------- | -------- | -------- | ----- | ----- | ----- | -------- | ----- | ----- | ----- | ----- | ----- | ----- | -------- | ----- | -------- | -------- | ----- |
| 2021  | 日本  | 5     | 19    | 15    | 6     | 5     | 0        | 0        | 1        | 8     | 3     | 0     | 1        | 0     | 0     | 4     | 2     | 0     | 6     | 0        | .333  | .474     | .533     | 1.007 |

### WBCでの打撃成績
| 年 度 | 代 表 | 試 合 | 打 席 | 打 数 | 得 点 | 安 打 | 二 塁 打 | 三 塁 打 | 本 塁 打 | 塁 打 | 打 点 | 盗 塁 | 盗 塁 死 | 犠 打 | 犠 飛 | 四 球 | 敬 遠 | 死 球 | 三 振 | 併 殺 打 | 打 率 | 出 塁 率 | 長 打 率 | O P S |
| ----- | ----- | ----- | ----- | ----- | ----- | ----- | -------- | -------- | -------- | ----- | ----- | ----- | -------- | ----- | ----- | ----- | ----- | ----- | ----- | -------- | ----- | -------- | -------- | ----- |
| 2023  | 日本  | 7     | 33    | 26    | 6     | 6     | 3        | 0        | 1        | 12    | 6     | 0     | 0        | 0     | 1     | 6     | 1     | 0     | 13    | 1        | .231  | .364     | .462     | .825  |

- 太字は大会最高

### 年度別守備成績
| 年 度 | 球 団    | 一塁  | 一塁  | 一塁  | 一塁  | 一塁  | 一塁     | 三塁  | 三塁  | 三塁  | 三塁  | 三塁  | 三塁     |
| 年 度 | 球 団    | 試 合 | 刺 殺 | 補 殺 | 失 策 | 併 殺 | 守 備 率 | 試 合 | 刺 殺 | 補 殺 | 失 策 | 併 殺 | 守 備 率 |
| ----- | -------- | ----- | ----- | ----- | ----- | ----- | -------- | ----- | ----- | ----- | ----- | ----- | -------- |
| 2018  | ヤクルト | —     | —     | —     | —     | —     | —        | 3     | 0     | 7     | 1     | 2     | .875     |
| 2019  | ヤクルト | 124   | 949   | 60    | 5     | 92    | .995     | 28    | 18    | 42    | 10    | 3     | .857     |
| 2020  | ヤクルト | 94    | 640   | 51    | 6     | 49    | .991     | 54    | 30    | 84    | 8     | 7     | .934     |
| 2021  | ヤクルト | 19    | 75    | 8     | 0     | 7     | 1.000    | 137   | 96    | 196   | 13    | 17    | .957     |
| 2022  | ヤクルト | —     | —     | —     | —     | —     | —        | 141   | 93    | 232   | 15    | 19    | .956     |
| 2023  | ヤクルト | 3     | 4     | 1     | 0     | 0     | 1.000    | 139   | 115   | 213   | 22    | 22    | .937     |
| 2024  | ヤクルト | 15    | 24    | 1     | 0     | 4     | 1.000    | 141   | 83    | 212   | 15    | 20    | .952     |
| 通算  | 通算     | 255   | 1692  | 121   | 11    | 152   | .994     | 643   | 435   | 996   | 84    | 90    | .945     |

- 2024年度シーズン終了時
- 各年度の太字は同一ポジションでのリーグ最多

### タイトル
- 首位打者：1回（2022年）
  - 22歳シーズンでの獲得はセ・リーグ史上最年少（2022年）[226]
- 本塁打王：3回（2021年、2022年、2024年）
  - 21歳シーズンでの獲得はセ・リーグ史上最年少タイ（2021年）[227]
  - 2位と26本差は史上最多（2022年）[226]
- 打点王：2回（2022年、2024年）
  - 22歳シーズンでの獲得はセ・リーグ史上最年少タイ（2022年）[注 17]
  - 2位と47打点差は史上最多（2022年）[226]
- 最高出塁率：2回（2020年、2022年）

### 表彰
野球（NPBなど）
- 最優秀選手：2回（2021年、2022年）
  - 21歳シーズンでの受賞はセ・リーグ最年少（2021年）[76]
  - 満票受賞は史上7人目9度目、22歳シーズンでの満票受賞は、1959年の杉浦忠を抜いて史上最年少（2022年）[228]
- 新人王（2019年）
- ベストナイン：4回（一塁手部門：2020年、三塁手部門：2021年、2022年、2024年）
- 正力松太郎賞：1回（特別賞：2022年）
- コミッショナー特別表彰：1回（特別賞：2022年[注 18]）
- 月間MVP：4回（打者部門：2020年6・7月[58][229]、2022年6月[230]、7月[231]、8月[232]）
- セ・パ交流戦 最優秀選手賞（MVP）：1回（2022年）
- 日本シリーズ SMBCみんなの声援賞：1回（2022年）
- オールスターゲーム 敢闘選手賞：2回（2022年第2戦、2024年第1戦[141]）
- オールスターゲーム マイナビドリーム賞：2回（2022年第2戦[注 19]、2024年第1戦[141]）
- ホームランダービー 日産リーフ賞：1回（2021年）
- 日本プロスポーツ大賞 殊勲賞（2022年）[233]
- 報知プロスポーツ大賞 フレッシュ賞（2019年）
- 東鉄工業 presents 燕の下の力持ち賞（2021年3-5月度）[234]
- オープンハウス 特別本塁打賞（2022年）[235][213]

その他
- くまもと夢づくり賞（2021年）[236]
- スーツ・オブ・ザ・イヤー2022（スポーツ部門）※プロ野球選手初[217]
- 熊本県民栄誉賞（2022年）[237]
- 新語・流行語大賞 年間大賞『村神様』（2022年）
- 第35回小学館DIMEトレンド大賞 話題の人物賞（2022年）[238]
- 熊本市市民栄誉賞（2023年）

### 記録
初記録
- 初出場・初先発出場：2018年9月16日、対広島東洋カープ22回戦（明治神宮野球場）、「6番・三塁手」で先発出場
- 初打席・初安打・初本塁打・初打点：同上、2回裏に岡田明丈から右越2ラン
- 初盗塁：2019年5月8日、対阪神タイガース9回戦（明治神宮野球場）、12回裏に二盗（投手：島本浩也、捕手：梅野隆太郎）

節目の記録
- 100本塁打：2021年9月19日、対広島東洋カープ18回戦（明治神宮野球場）、1回裏に高橋昂也から右越ソロ ※史上303人目、21歳7か月での達成は史上最年少[67]
- 150本塁打：2022年8月26日、対横浜DeNAベイスターズ17回戦（横浜スタジアム）、6回表に大貫晋一から右越ソロ ※史上179人目、22歳6か月での達成は史上最年少、プロ5年目での達成は清原和博以来史上2人目[239]
- 200本塁打：2024年5月15日、対広島東洋カープ6回戦（坊っちゃんスタジアム）、8回裏に矢崎拓也から右中間越ソロ ※史上115人目、24歳3か月での達成は史上最年少[240]

その他の記録
- 三冠王：1回（2022年）※2004年の松中信彦以来18年ぶり、史上8人目12度目
  - 令和初、平成生まれ初
  - 22歳シーズンでの達成は史上最年少[241]
  - 56本塁打は三冠王最多記録
  - 2桁盗塁は三冠王史上初[242]
- 初打席本塁打：2018年9月16日、対広島東洋カープ22回戦（明治神宮野球場）、2回裏に岡田明丈から ※史上64人目
- 19歳6か月でのサヨナラ本塁打：2019年8月12日、対横浜DeNAベイスターズ19回戦（明治神宮野球場）、9回裏に山﨑康晃から中越逆転サヨナラ2ラン ※史上最年少[243]
- 高卒2年目以内シーズン36本塁打：2019年 ※中西太と並び史上最多タイ
- 高卒2年目以内シーズン96打点：同上 ※史上最多
- シーズン184三振：同上 ※セ・リーグ最多および日本人最多
- 1イニング3盗塁（サイクルスチール）：2020年11月5日、対阪神タイガース24回戦（阪神甲子園球場）、2回表に記録（投手：西勇輝、捕手：梅野隆太郎）※史上17人目
- 初回4番打者の満塁本塁打：2021年9月21日、対横浜DeNAベイスターズ18回戦（横浜スタジアム）、1回表に坂本裕哉から ※セ・リーグでは史上10人目11度目[244]
  - 2度目の初回4番打者の満塁本塁打：2022年6月23日、対中日ドラゴンズ11回戦（バンテリンドーム ナゴヤ）、1回表に岡野祐一郎から ※初回4番打者の満塁本塁打としてはセ・リーグ史上13度目、複数回の達成はセ・リーグ史上2人目[245]
- 21歳シーズンでの100打点：同上 ※史上最年少[227]
- 21歳シーズンでの100四球：同上 ※史上最年少[227]
- 5年連続左方向へ2桁本塁打：2019年 - 2023年 ※左打者史上初[227]
- 2試合連続満塁本塁打：2022年5月6日 - 7日、対読売ジャイアンツ7回戦、3回表に堀田賢慎から。対読売ジャイアンツ8回戦、3回表にマット・シューメーカーから（東京ドーム）※史上9人目[246]
- 月間9度の勝利打点：2022年6月 ※2リーグ制以降最多[247]
- 月間5度の1試合複数本塁打：同上 ※史上3人目[248]
- 5打席連続本塁打：2022年7月31日 - 8月2日、対阪神タイガース16回戦（阪神甲子園球場）、7回表に渡邉雄大、9回表に岩崎優、11回表に石井大智から、対中日ドラゴンズ14回戦（明治神宮野球場）、1回裏と3回裏に柳裕也から ※NPB記録[7]
- 14打席連続出塁：2022年8月26日 - 28日 ※史上5人目、歴代2位タイ、球団記録[249][250]
- シーズン50本塁打：2022年 ※史上10人目15度目、日本人選手では2002年の松井秀喜以来史上6人目、119試合目での到達は史上3番目の早さ[251]
  - シーズン56本塁打：同上 ※歴代2位、日本人最多[252]
- シーズン134打点：同上 ※歴代11位タイ、NPB左打者最多タイ[注 20][253]
- シーズン1試合複数本塁打 12回：同上 ※史上最多[254][255]
- シーズン満塁本塁打 4本：同上 ※史上8人目9度目、歴代2位タイ[256]
- 3か月連続月間MVP（打者）：同上 ※アレックス・ラミレス、山田哲人に並び史上最多タイ[257]
- 3年連続最多四球：2020年 - 2022年 ※王貞治、落合博満に次ぐセ・リーグ歴代3位タイ
- オールスターゲーム出場：4回（2019年、2021年、2022年、2024年）
- 神宮での100本塁打：2024年5月3日 ※史上7人目、史上最年少（24歳3か月）
- 同一球場での史上最年少100本塁打：同上 ※24歳3か月

### 背番号
- 55（2018年[26] - ）

### 登場曲
- 「ともに」WANIMA（2018年 - 2019年）
- 「I CAN」EXPRESS（2019年）※偶数打席
- 「夢」GReeeeN（2019年）※奇数打席→第2打席（2019年途中から）
- 「Hapiness」嵐（2019年）※第1打席
- 「ロッカールーム」AK-69（2019年）※第3打席
- 「虹」福山雅治（2020年）※偶数打席
- 「My Time」Fabolous ft.Jeremih（2020年 - 2023年）※奇数打席→第1打席（2021年途中から）
- 「U R not alone」GReeeeN（2021年）※偶数打席
- 「グランドエスケープ - Movie edit」RADWIMPS（2021年）※第3打席
- 「群青」YOASOBI（2021年 - ）※第2打席
- 「声｣遥海（2021年途中 - ）※第3打席→第5打席（2022年から）
- 「旅立ちの前に」WANIMA（2021年）※第4打席
- 「Battle Scars」Lupe Fiasco & Guy Sebastian（2021年11月24日）[258]
- 「りんどう」WANIMA（2022年）※第3打席
- 「愛を知るまでは」あいみょん（2022年 - ）※第4打席
- 「Chasing The Rainbow」WANIMA（2023年 - ）※第3打席、村上の依頼による制作曲[259]。
- 「Remember the Name（英語版）」フォート・マイナー（2024年）※第1打席

### 代表歴
- 2020年オリンピック野球日本代表
- 2023 ワールド・ベースボール・クラシック日本代表

## 出演

### テレビ番組
- 超プロ野球 ULTRA（2020年 - 2023年、読売テレビ制作・日本テレビ系）
- プロ野球珍プレー・好プレー大賞（2020年、2022年、フジテレビ系）
- 夢対決!とんねるずのスポーツ王は俺だ!スペシャル（2021年 - 2023年、テレビ朝日系）
- 報道STATION Presents 熱盛TV2021（2021年12月30日、BS朝日）
- ジャンクSPORTS（2022年、2023年、フジテレビ系）
- 千鳥のスポーツ立志伝「日本一でMVP！ヤクルト・村上宗隆選手」（2022年1月12日、NHK BS1）
- 秘密のケンミンSHOW 極（2022年2月10日、読売テレビ制作・日本テレビ系）
- アスリートのマイルール（2022年3月26日、フジテレビ系）
- スポーツ酒場 語り亭「令和のホームランアーティスト とことん村上宗隆」（2022年9月5日 NHK BS1）
- 日本を熱狂させるバットマン!令和初の三冠王・22歳村上宗隆（2022年10月8日、フジテレビ系）
- 年越しまでに知りたい!プロ野球の大ギモンSP 2022（2022年12月30日、日本テレビ系）
- 逃走中 大みそかSP お台場大決戦！（2022年12月31日、フジテレビ系）
- 第73回NHK紅白歌合戦（2022年12月31日、NHK総合・ラジオ第1）※ゲスト審査員
- さんまのまんま新春SP（2023年1月2日、関西テレビ・フジテレビ系）
- news23（2023年1月4日、TBS系）
- バース・デイ（2023年3月4日、TBS系）
- ネオバズ!! 石橋貴明お礼参りTHE WORLD 地上波SP（2023年6月26日 テレビ朝日系）
- 加藤浩次＆中居正広の「この日本代表がスゴい！」ベスト20（2023年9月11日、日本テレビ系）
- ザワつく！大晦日　一茂良純ちさ子の会（2023年12月31日、テレビ朝日系）

### CM
- 富士フイルム「お正月を写そう♪2023 チェキ・村神様と初詣」編（2022年12月29日 - 2023年）- 広瀬すず、横浜流星と共演[260]
- ByteDance ビジネスツール最終進化形 Lark「かっ飛ばせ、あたらしい時代へ」篇（2023年1月25日 - 2月7日）[261]
- ユニクロ 『感動ジャケット/パンツ×侍ジャパン 「世界に、感動を。」』（2023年2月16日 - ）- 伊藤大海、今永昇太、甲斐拓也、源田壮亮、山田哲人と共演[262]
- ヤクルト「Yakult1000」（2023年3月23日 - ）[263]
- オープンハウスグループ「その日々を最高の通過点に。スウィング篇」（2024年4月1日 - ）[264]